# Jerônimo Roberto de Mesquita
Jerônimo Roberto de Mesquita, segundo Barão de Mesquita, (1857 — 1 de abril de 1927) foi um proprietário rural e nobre brasileiro.
Filho natural do 1.° Barão, 1.º Visconde e 1.º Conde de Mesquita e de Maria José Willoughby da Silveira. Casou-se com Elisa Salgado Zenha, filha do Barão de Salgado Zenha, de quem teve seis filhas, Elisa, Hercília, casada com Aníbal de Carvalho, Marieta, Stella, casada com João de Noronha Gouvêa, Regina e Celeste, casada com Manoel José Rodrigues com quem teve duas filhas Myriam Rodrigues e Rosy Rodrigues, além do filho Raul Zenha de Mesquita, que foi Diretor da RFF no Sul do país. Era irmão do 2.º Barão de Bonfim e sobrinho da Baronesa de Itacuruçá. Também foi muito influente na corte e era neto do Marquês de Bonfim.[carece de fontes?]
Foi presidente da Associação Comercial do Rio de Janeiro, tendo levado a rede ferroviária até a Nova Iguaçu '''Iguaçu Velho'' Hoje a baixada fluminense. Deu nome ao município de Mesquita, antigo Distrito de Nova Iguaçu.[carece de fontes?]
Também era proprietário da fazenda que deu origem a Nilópolis também ex distrito de Nova Iguaçu, próximo à Fazenda da Cachoeira, hoje Mesquita.[carece de fontes?]